# Escuela de Oficiales de la Armada
La Escuela de Oficiales de la Armada (ESOA) es una escuela de nivel universitario con sede en la Base Naval Puerto Belgrano y bajo la dependencia de la Facultad de la Armada (FDAR) de la UNDEF. En particular esta escuela pertenece al Subsistema para la Formación y Capacitación de oficiales y constituye el ciclo aplicativo del mismo otorgando una titulación de posgrado a los oficiales que la cursan. En sus aulas también se dictan cursos de posgrado para la comunidad en general.

## Misión
Brindar capacitación y actualización profesional permanente y realizar actividades de investigación y extensión en las áreas científicas y tecnológicas relacionadas con el empleo y conducción de los medios navales, el sostén logístico y los recursos humanos, a fin de  contribuir a la formación universitaria de los oficiales de la Armada, y de los ciudadanos en general que se interesen en el conocimiento vinculado al ámbito naval y marítimo.

### Gestión y Gobierno
Asegurar la capacitación de los responsables de la gestión en cada una de las funciones sustantivas.
Asegurar los procesos permanentes de Autoevaluación y Evaluación Institucional.

### Docencia
Asegurar una oferta académica de grado y posgrado  a la luz de los requerimientos de la Armada y en congruencia con la Misión Institucional.
Asegurar una oferta de capacitación pertinente al perfil profesional de los/as graduados.
Asegurar las competencias que permitan la inserción profesional de los/as graduados con niveles de calidad requeridos.
Asegurar el ingreso a la docencia mediante concursos públicos y abiertos de antecedentes y oposición.

### Extensión
Disponer de un adecuado y eficiente servicio  de biblioteca y hemeroteca, en condiciones de garantizar a alumnos y docentes  el material bibliográfico que promueve su formación académica, profesional y personal de manera suficiente y actualizada.
Promover las relaciones interinstitucionales, que faciliten el flujo e intercambio de información.

### Investigación
Promover Proyectos de Investigación interdisciplinarios e interinstitucionales relacionados con el quehacer naval y marítimo.

### Infraestructura
Contar con una adecuada cantidad de espacios, infraestructura y equipamiento para la  gestión, docencia, investigación, extensión y bienestar universitario.

## Historia
La Escuela Superior para Oficiales de la Armada fue creada en 1904 a instancias del capitán de navío Félix Dufourq con el objetivo de actualizar y perfeccionar la capacitación de los oficiales subalternos. Su primer asentamiento fue en la ciudad de Buenos Aires, en la calle Callao 145. El plan original de la Marina de la ampliación de los conocimientos prácticos y teóricos en las ramas más importantes de las artes navales. Estaba destinado a la formación de oficiales subalternos y se pensaba en una duración de un año.
Durante sus primeros años, la continuidad de los cursos estuvo sujeta a numerosos inconvenientes: el escenario nacional e interno de la fuerza conspiraban contra de la necesaria regularidad y estabilidad de la institución educativa. Así, fue suprimida en 1905 y al cabo de unos meses resurgió en el Arsenal del Río de la Plata esta vez con una nueva denominación: Escuela de Aplicación para Oficiales. Aunque el espíritu y los objetivos se mantenían se redujo el tiempo de cursado (un semestre).
Esta institución funcionó con normalidad hasta el mes de junio de 1907, fecha en que fue clausurada a raíz de la necesidad de contar con los oficiales en condiciones de cursar para la atención de los conscriptos.
El 18 de mayo de 1908 se firmó una Orden General que restableció la Escuela de Aplicación, quedando a cargo de la dirección el capitán de navío Manuel Barraza.
El 4 de octubre de 1926 un decreto de Marina decidió el traslado de la Escuela de Aplicación en la Base Naval Río Santiago con dependencia de la Escuela Naval Militar. Se fijaban tres ramas de estudio para los oficiales del Cuerpo General: artillería, armas submarinas y comunicaciones. Quedaban eximidos los pertenecientes a la aeronáutica y los que habían aprobado cursos en el extranjero.
Sin embargo las nuevas instalaciones no respondían a las necesidades de la institución. Algunos problemas subsistieron y la realización de ciertas actividades educativas estaban restringidas o se dificultaban a raíz de la falta de infraestructura. Finalmente, el 15 de marzo de 1978 se comenzaron a desarrollar las actividades de la Escuela en las actuales instalaciones de la Base Naval Puerto Belgrano, lo que permitió concentrar la enseñanza teórico-práctica en las cercanías de los buques de la Flota de Mar y la instalación de laboratorios, gabinetes y talleres específicos que respondieran a las necesidades educativas de los oficiales.
En 1991, el entonces Ministerio de Cultura y Educación aprobó la creación de Instituto de Estudios Navales y Marítimos (cuatro años después Instituto Universitario Naval), el cual tenía como objetivo reconocer como estudios de nivel universitario los efectuados en la Escuela Naval Militar y la Escuela de Oficiales de la Armada.
Estos institutos educativos fueron reconocidos como Unidades Académicas junto con la Escuela de Guerra Naval y la Escuela de Ciencias del Mar.

«Es necesario admitir en la organización de nuestras fuerzas de mar mantener activo el cuidado intelectual de los Oficiales, haciéndoles pasar por Academias que completen su instrucción y educación militar de una manera racional, con la ayuda de Profesores eminentes, ya sean extranjeros o nacionales, a fin de hacer real este importantísimo factor de progreso, por ser el mejor preparativo de un hombre de mar.Para que el éxito no sea debido a la casualidad, sino el resultado de una educación sistemática, pues es más importante la instrucción sólida de un personal valiente, que los mismos buques que montan.»
Félix Dufourq. Memoria manuscrita del primer año de fundación de la Escuela Superior para  Oficiales de la Armada, 9 de marzo 1905.

Oferta Académica

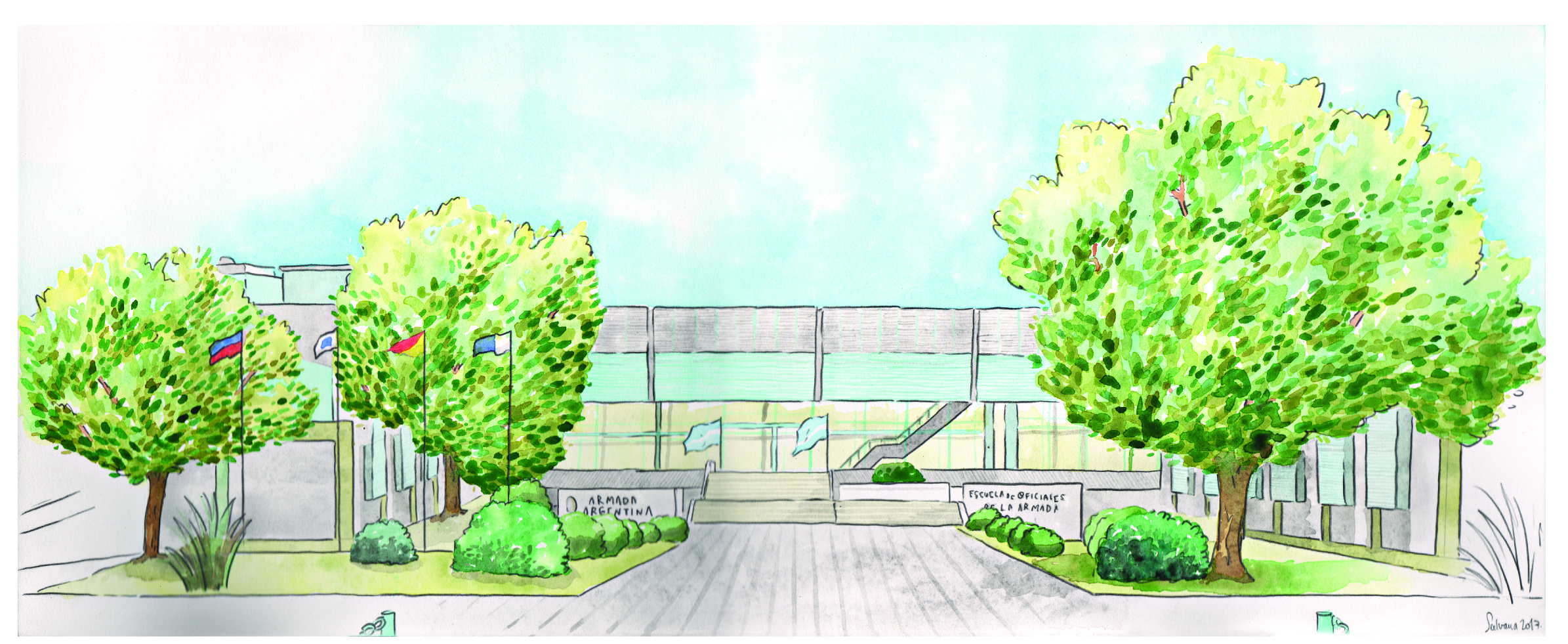
ilustración Foto del frente de la Escuela de Oficiales de la Armad

En la Sede Educativa Universitaria Escuela de Oficiales de la Armada se desarrollan los Cursos de Posgrado en Artillería, Armas Submarinas, Comunicaciones, Máquinas y Electricidad para Oficiales del Escalafón Naval; Artillería, Infantería y Comunicaciones para Oficiales del Escalafón Infantería de Marina; y Administración Naval para Oficiales del Escalafón Intendencia.
Asimismo se dicta el Curso de Posgrado en Tácticas y Planeamiento Naval para Oficiales del Escalafón Naval, Orientaciones Superficie, Submarinos y Aviación Naval, y el Curso de Posgrado en Tácticas y Planeamiento de Infantería de Marina para Oficiales de Infantería de Marina, ambos en las jerarquías de Teniente de Fragata y Teniente de Navío.
También, en el área de Tecnologías y Sistemas de Información y Comunicaciones, se brindan los cursos de posgrado en Análisis de Sistemas Automatizados para el Desarrollo de las Operaciones Militares y  en Análisis de Sistemas Automatizados de Gestión para la Defensa, Producción y Logística.
Por otra parte, la Institución ofrece las carreras de especialización aprobadas por resolución del Ministerio de Educación de la Nación en:
- Administración y Finanzas Navales.
- Sistemas Eléctricos Navales.
- Sistemas Mecánicos Navales.

## Heráldica
El fondo, de color azul celeste y blanco, representa la Nación Argentina a través de su emblema más preciado: El Pabellón Nacional.

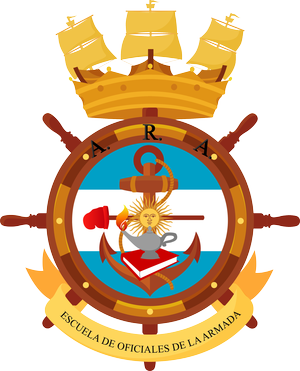

El motivo integrado por el ancla, el gorro frigio y el sol, constituye el distintivo de la Armada Argentina.
Su corona de color oro, indica nobleza, magnimidad, constancia y sabiduría, virtudes estas que rigen todas las acciones de los hombres que tienen honor de pertenecer a sus cuadros.
La rueda de cabillas, de tradicional significado marinero y elemento básico del gobierno del buque, indica el camino que se impone a la enseñanza impartida a los Oficiales Alumnos. El color negro de las letras de su inscripción simboliza prudencia, vigor, honestidad y obediencia, cualidades que deben cultivar por igual el estudioso y el marinero.
El conjunto integrado por el libro y la lámpara votiva simboliza el estudio, actividad primordial y razón de ser de la Escuela de Oficiales de la Armada. Sus colores representan las condiciones que se requieren a sus alumnos: el rojo de la llama, la fortaleza, la osadía y el ansia de victoria sobre las dificultades que le ofrecen las diversas disciplinas que aborda; el color plata de la lámpara y el libro, la pureza, integridad y firmeza que deben caracterizar su proceder en la sana competencia que entre ellos se entabla para elevar su nivel de capacitación profesional en beneficio de la Armada.

## Postulantes Docentes
La Sede Educativa Universitaria mantiene abierto el registro dirigido a profesionales universitarios interesados en desempeñarse en la actividad docente de esta Unidad Académica a nivel de grado, en las distintas asignaturas específicas de las áreas académicas que se detallan:

ÁREA I – CIENCIAS PURAS
Perfil General:  Título de Ingeniero / Licenciado en Matemática / Licenciado en Física

ÁREA II – ELECTROMECÁNICAS
Perfil General:  Título de Ingeniero Mecánico / Electricista

ÁREA III – ELECTRÓNICA
Perfil General:  Título de Ingeniero Electrónico

ÁREA VI – CIENCIAS HUMANAS
Perfil General:  Título Abogado / Relaciones Internacionales o Licenciado en Administración
Perfil General:  Título Profesor de Inglés Nivel Universitario (Título otorgado por una Universidad)

ÁREA VII – TÁCTICA Y DOCTRINA (materias profesionales de incumbencia militar)
Perfil General:  Oficial Superior u Oficial Jefe en situación de retiro con título de Licenciado en Sistemas Navales / Sistemas Navales de Infantería de Marina

ÁREA VIII – INFORMÁTICA
Perfil General:  Título de Ingeniero en Sistemas/ en Electrónica, Licenciado en Ciencias de la Computación

ÁREA IX – CIENCIAS DE LA ADMINISTRACIÓN
Perfil General: Título Contador Público Nacional / Licenciado en Economía o Licenciado en Administración
El perfil podrá hacerse más exigente en función del cargo jerárquico a ocupar.

## Cursos de Especialización

### ESCALAFÓN NAVAL
(Reservado personal de la Armada - duración 1 año)
Cursos de Especialización en:
- ARTILLERÍA NAVAL
- COMUNICACIONES NAVALES
- ARMAS SUBMARINAS
- TÁCTICAS Y PLANEAMIENTO NAVAL Or. SUPERFICIE
- TÁCTICAS Y PLANEAMIENTO NAVAL Or. AVIACIÓN

ALCANCES DEL CURSO
Realizar estudios e investigaciones referidos a la navegación.
Dirigir buques, embarcaciones y otros artefactos navales en lo relativo a sus desplazamientos y maniobras, estabilidad, seguridad náutica y supervivencia, conforme al arte de la navegación.
Conducir y supervisar la operación y mantenimiento de sistemas de: control, comunicaciones, navegación, sensores, armas y control tiro, propulsión, electricidad, auxiliares y control de daños.
Administrar recursos humanos, conduciendo, organizando y supervisando las actividades del personal de la Armada a nivel de grupos pequeños.
Organizar y conducir los servicios relacionados con el mantenimiento, alistamiento de las unidades navales y los sistemas asociados.
Administrar las partidas, bienes y recursos asignados a la unidad naval o dependencia a su cargo.
Operar sistemas navales, aplicando las normas operativas que brinden la mayor eficacia y confiabilidad.
Conocer la problemática del poder naval y los intereses marítimos.
Estudiar, planificar, asesorar y realizar control de gestión en temas relacionados con:
Navegación.
Operaciones Navales.
Búsqueda y Salvamento.
Logística Naval.
Determinación de especificaciones técnico-operativas de sistemas navales.
Seguridad náutica
- TÁCTICAS Y PLANEAMIENTO NAVAL Or. AVIACIÓN

ALCANCES DEL CURSO
Realizar estudios e investigaciones en el área de la aeronavegación.
Dirigir aeronaves, sistemas asociados para la aeronavegación y embarcaciones, en lo relativo a sus desplazamientos, maniobras, seguridad náutica y aeronáutica, conforme al arte de la navegación y aeronavegación.
Conducir y supervisar la operación y mantenimiento de sistemas de: comando, control y comunicaciones, aeronavegación, armas y control tiro, plantas de poder, electricidad, auxiliares control de daños de aeronaves y aeródromos.
Conducir, organizar y supervisar las actividades del personal de la Armada.
Organizar y conducir los servicios relacionados con el mantenimiento, alistamiento y aprovisionamiento de las unidades aéreas, aeródromos y los sistemas asociados.
Controlar y administrar las partidas, bienes y recursos asignados a la unidad naval o dependencia a su cargo.
Seleccionar, instruir y administrar recursos humanos de las unidades aéreas y los servicios en tierra y embarcados.
Estudiar, planificar, asesorar y realizar control de gestión en temas específicos relacionados con:
Navegación y Aeronavegación
Operaciones Navales
Búsqueda y Salvamento
Logística Naval
Determinación de especificaciones técnicos operativas de sistemas navales.
Seguridad, higiene y prevención del medio ambiente en el área específica de su competencia.
Seguridad Aeronaval
Realizar peritaje e investigación de accidentes en el área de su competencia.

(Reservado personal de la Armada - duración 2 años)
CURSO DE POSGRADO EN:
- PROPULSIÓN ELECTRICIDAD NAVAL
- PROPULSIÓN MAQUINAS NAVALES

ALCANCES DEL CURSO
PROPULSIÓN MAQUINAS
Conducir y administrar los Cargos y Departamento de Máquinas en todas las Unidades Navales y como Jefe de División o Sección en los Arsenales de la Armada.
Conducir y organizar el conjunto operativo Propulsión de la Unidad.
Entender en el adiestramiento del conjunto operativo Propulsión de la Unidad.
Ejecutar el mantenimiento de 1º y 2º escalón de los Sistemas de Propulsión, Eléctricos y Auxiliares y supervisar el mantenimiento principal (3er.y 4.º escalón), como así también entender en la recepción de los mismos.
Entender en la planificación del mantenimiento de 1º, 2º, 3º y 4º escalón en lo atinente a los Sistemas de Propulsión, Eléctricos y Auxiliares.
Desempeñarse como integrante de un Estado Mayor Naval ocupando cualquiera de los cargos de este, asesorando y dirigiendo en forma efectiva.
Operar doctrinariamente todos los Sistemas de Propulsión, Eléctricos y Auxiliares, que permitan una rápida respuesta a cualquier amenaza en los diferentes ambientes de la guerra naval a nivel Táctico Inferior.
Elaborar y/o dictar normas de operación.
Asesorar en el manejo de la Planta propulsora, eléctrica y  auxiliares de la Unidad, participando en las tareas que demande la conducción operativa del Buque.
Supervisar la administración de las inversiones y créditos del Departamento.
Realizar estudios e investigaciones en el área de la propulsión para la navegación y plantas de poder de buques, embarcaciones e instalaciones navales.
Estudiar, asesorar y realizar control de gestión en temas específicos relacionados con:
Logística Naval.
Determinación de especificaciones técnico-operativas de sistemas navales.
Seguridad, higiene y preservación del medio ambiente en el área específica de su competencia.
Seguridad, estabilidad, flotabilidad y control de daños de unidades navales.
Realizar peritajes e investigación de accidentes en el área de su competencia.
Operar los sistemas oleohidráulicos y neumáticos,  efectuar el mantenimiento de 1º y 2º escalón y supervisar el mantenimiento de 3º escalón.

ALCANCES DEL CURSO
PROPULSIÓN ELECTRICIDAD
Conducir y administrar los Cargos y Departamento de Máquinas en todas las Unidades Navales y como Jefe de División o Sección en los Arsenales de la Armada.
Conducir y organizar el conjunto operativo Propulsión de la Unidad.
Entender en el adiestramiento del conjunto operativo Propulsión de la Unidad.
Ejecutar el mantenimiento de 1º y 2º escalón de los Sistemas de Propulsión, Eléctricos y Auxiliares y supervisar el mantenimiento principal (3er. y 4.º escalón), como así también entender en la recepción de los mismos.
Entender en la planificación del mantenimiento de 1º, 2º, 3º y 4º escalón en lo atinente a los Sistemas de Propulsión, Eléctricos y Auxiliares.
Desempeñarse como integrante de un Estado Mayor Naval ocupando cualquiera de los cargos de este, asesorando y dirigiendo en forma efectiva.
Operar doctrinariamente todos los Sistemas de Propulsión, Eléctricos y Auxiliares, que permitan una rápida respuesta a cualquier amenaza en los diferentes ambientes de la guerra naval a nivel Táctico Inferior.
Elaborar y/o dictar normas de operación.
Asesorar en el manejo de la Planta propulsora, eléctrica y  auxiliares de la Unidad, participando en las tareas que demande la conducción operativa del Buque.
Supervisar la administración de las inversiones y créditos del Departamento.
Realizar estudios e investigaciones en el área de la propulsión para la navegación y plantas de poder de buques, embarcaciones e instalaciones navales.
Estudiar, asesorar y realizar control de gestión en temas específicos relacionados con:
Logística Naval.
Determinación de especificaciones técnico-operativas de sistemas navales.
Seguridad, higiene y preservación del medio ambiente en el área específica de su competencia.
Seguridad, estabilidad, flotabilidad y control de daños de unidades navales.
Realizar peritajes e investigación de accidentes en el área de su competencia.
Operar las máquinas eléctricas de los Sistemas Navales, planificar y ejecutar el mantenimiento hasta el 2° escalón inclusive y supervisar el mantenimiento a partir del 3° escalón.

### ESCALAFÓN INFANTERÍA
(Reservado personal de la Armada - duración 1 año)

CURSO DE POSGRADO EN:
- ARTILLERÍA IM
- COMUNICACIONES IM
- INFANTERÍA IM
- TÁCTICAS Y PLANEAMIENTO NAVAL Or. INFANTERÍA DE MARINA

ALCANCES DEL CURSO
Realizar estudios e investigaciones en el área de la Infantería de Marina.
Dirigir unidades de Infantería de Marina y embarcaciones menores, en lo relativo a sus desplazamientos y maniobras operativas, seguridad terrestre, náutica y supervivencia.
Conducir y supervisar la operación y mantenimiento de sistemas de: comando, control y comunicaciones, armas y control tiro, propulsión terrestre y anfibia, electricidad, construcciones, demoliciones, geodésicos, cartográficos y de transporte terrestre.
Conducir, organizar y supervisar las actividades del personal de la Armada.
Organizar y conducir los servicios relacionados con el mantenimiento, alistamiento y aprovisionamiento de las unidades de Infantería de Marina y los sistemas asociados.
Controlar y administrar las partidas, bienes y recursos asignados a la unidad naval o dependencia a su cargo.
Seleccionar, instruir y administrar recursos humanos de las unidades de Infantería de Marina y los servicios en tierra.
Estudiar, planificar, asesorar y realizar control de gestión en temas específicos relacionados con:
Operaciones Navales
Búsqueda y Salvamento
Logística Naval
Determinación de especificaciones técnico operativas de sistemas navales de Infantería de Marina
Seguridad, higiene y preservación del medio ambiente en el área específica de su competencia
Realizar peritajes e investigación de accidentes en el área de su competencia.

### ESCALAFÓN INTENDENCIA
(Reservado personal de la Armada duración 1 año)

CURSO DE POSGRADO EN:
- ADMINISTRACIÓN NAVAL

ALCANCES DEL CURSO

Organizar, administrar y evaluar en materia de selección de personal para su ámbito específico.
Organizar, conducir, dirigir y coordinar equipos de trabajo.
Formular y administrar un presupuesto.
Diseñar, conducir, supervisar y evaluar procesos logísticos
Diseñar planes, programas y proyectos organizacionales en el ámbito específico.
Realizar tareas de capacitación en temas administrativos y organizacionales.
Diseñar, implementar, dirigir, auditar y evaluar el control de gestión en organizaciones de su ámbito específico.
Realizar estudios e investigaciones referidos a temas organizacionales y administrativos.
Asesorar en materia normativa referida a organizaciones de su ámbito específico.
Asesorar en materia de estructuras, sistemas, dinámica y procesos administrativos de organizaciones.

### TECNOLOGÍAS Y SISTEMAS DE INFORMACIÓN Y COMUNICACIONES

#### POSGRADO EN ANÁLISIS DE SISTEMAS AUTOMATIZADOS DE GESTIÓN PARA LA DEFENSA, PRODUCCIÓN Y LOGÍSTICA
Perfil de Egreso
El egresado tendrá una formación actualizada en Tecnologías y Sistemas de Información y Comunicaciones (TIC), la que sustentada en su experiencia profesional previa, le permitirá analizar y resolver problemas del ámbito profesional mediante la automatización y optimización de los procesos involucrados, a fin de contribuir a la eficacia y eficiencia de la organización en la que se desempeña.
Asimismo, tendrá la capacidad para ejecutar tareas de investigación en las distintas disciplinas que comprendan el ámbito donde desarrolle la experiencia profesional adquirida.

Objetivo del curso
Proporcionar herramientas teórico prácticas para el empleo de sistemas automatizados de procesamiento de la información y vínculos de comunicaciones asociados, orientados a la práctica profesional en el campo de las operaciones militares, producción y logística

Requisitos de Ingreso
Ser egresado de una Universidad nacional, provincial, privada o instituto universitario estatal o privado, reconocido por el Ministerio de Educación, con título universitario de grado correspondiente a carreras de cuatro (4) años o más de duración.
En caso de ser egresado de universidad extranjera el título deberá tener nivel equivalente a título universitario de grado, para lo cual deberán seguirse los procedimientos establecidos por el Ministerio de Educación para estos reconocimientos.
Presentar en el acto de inscripción la documentación que acredite lo antedicho, además de toda aquella que le sea requerida para la conformación del legajo del alumno, y firmar dando su conformidad con las presentes cláusulas.
La Unidad Académica se reserva el derecho de cancelar una materia o el curso completo, si la cantidad de inscriptos fuera insuficiente y no se justificara su dictado a criterio de la Dirección, o existiera alguna otra causal que lo impidiera.

Duración
El dictado del curso está previsto ser completado en un año lectivo, pudiéndose extender la terminación del Trabajo de Aplicación Final al año siguiente.

Plan de Estudios
Núcleo de Nivelación:
Elementos de Cálculo y Análisis Matemático
Estadística
Matemática Aplicada a Sistemas de Tiempo Real
Arquitectura Avanzada de Sistemas
Núcleo Principal:
Técnicas Avanzadas de Programación
Investigación Operativa
Redes de Gestión Avanzadas de Bases de Datos
Protocolos de Redes Avanzadas
Análisis Avanzados de Sistemas
Núcleo Optativo:
Seguridad Informática
Sistemas Distribuidos
Computación Gráfica y Procesamiento de Imágenes
Procesamiento Paralelo
Testing
Trabajo de Aplicación Final

Título de Egreso
No entrega. Se extiende un Certificado de Aprobación Final del Curso Posgrado en Análisis de Sistemas Automatizados de Gestión para la Defensa, Producción y Logística.

#### POSGRADO EN ANÁLISIS DE SISTEMAS AUTOMATIZADOS PARA EL DESARROLLO DE LAS OPERACIONES MILITARES
Perfil de Egreso
El egresado tendrá una formación actualizada en Tecnologías y Sistemas de Información y Comunicaciones (TIC) orientada a las operaciones militares, la que sustentada en su experiencia profesional previa, le permitirá analizar y resolver problemas del ámbito profesional mediante la automatización y optimización de los procesos involucrados, a fin de contribuir a la eficacia y eficiencia de la organización en la que se desempeña.
Asimismo, tendrá la capacidad para ejecutar tareas de investigación en las distintas disciplinas que comprendan el ámbito donde desarrolle la experiencia profesional adquirida

Condiciones de Ingreso Generales:
Ser Teniente de Navío o Capitán de Corbeta del Cuerpo de Comando, Escalafón Naval Orientación Superficie (Especialidades Comunicaciones, Artillería y Armas Submarinas), Orientación Submarina (Especialidades Comunicaciones y Armas Submarinas), Orientación Aviación, y Escalafón Infantería de Marina (Orientación Infantería, Comunicaciones y Artillería).

El curso se realiza con dedicación exclusiva y la postulación se realiza ante la Dirección de Personal Naval.
En el caso de oficiales de otras fuerzas armadas, nacionales o extranjeras, poseer jerarquía equivalente a la indicada anteriormente y un nivel de conocimientos adecuados para realizar el curso.

Duración
El curso tendrá una duración de 2 (dos) cuatrimestres más el Trabajo de Aplicación Final.

Plan de Estudio
Núcleo de Nivelación:
Elementos de Cálculo y Análisis Matemático
Estadística
Matemática Aplicada a Sistemas de Tiempo Real
Arquitecturas Avanzadas de Sistemas
Núcleo Principal:
Técnicas Avanzadas de Programación
Investigación Operativa
Redes de Gestión Avanzadas de Bases de Datos
Protocolos de Redes Avanzadas
Análisis Avanzado de Sistemas
Sistemas Automatizados de Tiempo Real Aplicados a la Defensa
Simuladores y Modelos de Simulación Orientados al Adiestramiento
Sistemas Expertos e Inteligencia Artificial Aplicados a la defensa
Modelos Aplicados de Ingeniería de Sistemas para la Defensa
Trabajo de Aplicación Final

Título de Egreso
No entrega. Se extiende un Certificado de Aprobación Final del Curso de Posgrado en Análisis de Sistemas Automatizados para el Desarrollo de las Operaciones Militares.

## Carreras de Especialización
Carreras
- Especialización en Finanzas y Abastecimientos Navales
- Especialización en Sistemas Mecánicos Navales
- Especialización en Sistemas Eléctricos Navales
- Especialización en Planeamiento y Acción Naval Integrada  (EN TRAMITE)

### Carrera: Especialización en Finanzas y Abastecimientos Navales
Resolución aprobatoria: RESOL-2019-3314-APN-MECCYT (09/10/19)
Dictamen CONEAU: Acta 497 17/12/18
Título que otorga: Especialista en Finanzas y Abastecimientos Navales
Objetivo de la carrera : Formar profesionales especializados, competentes en la administración de los recursos humanos, materiales y financieros, así como en la operación de sistemas de información integrados y coordinados en un sistema mayor, contribuyente al funcionamiento de la organización.
Duración: 1 año.
Modalidad: Presencial
Dirigida a:
- Oficiales de la Armada Argentina en actividad del Cuerpo Profesional, Escalafón Intendencia, que acrediten título de grado de Licenciados en Administración Naval.
- Personal Civil que posea título universitario de grado expedido por universidad pública o privada con orientación o formación afín a con la especialización que se pretende, o que se desempeñe en la función pública en áreas o funciones afines con la logística de la defensa y las finanzas públicas.
- Oficiales de Armadas extranjeras que posean título universitario de grado, con formación equivalente.

### Carrera: Especialización en Sistemas Mecánicos Navales
Resolución aprobatoria: RESOL-2019-3438-APN-MECCYT (31/10/19)
Dictamen CONEAU: Acta 495 26/11/18
Título que otorga: Especialista en Sistemas Mecánicos Navales
Objetivo de la carrera: Formar profesionales especializados, competentes en la conducción y supervisión de la operación y el mantenimiento de los sistemas mecánicos navales.
Duración: 1 año
Modalidad: Presencial
Dirigida a:
- Oficiales de la Armada Argentina en actividad del Cuerpo Comando, Escalafón Naval, orientado en Propulsión, que acrediten título de grado de Licenciados en Recursos Navales para la Defensa.
- Ingenieros Mecánicos, Navales e Industriales, que desarrollen su actividad profesional dentro del ámbito de la Armada Argentina.
- Licenciados en Plantas Propulsoras Marinas, egresados de la Escuela Nacional de Náutica Manuel Belgrano
- Oficiales de Armadas extranjeras que posean título o formación equivalente.

### Carrera: Especialización en Sistemas Eléctricos Navales
Resolución aprobatoria: RESOL-2020-301-APN-ME (12/05/20) 
Dictamen CONEAU: Acta 484 18/06/18 
Título que otorga: Especialista en Sistemas Eléctricos Navales
Objetivo de la carrera: Formar profesionales especializados, competentes en la conducción y supervisión de la operación y el mantenimiento de los sistemas eléctricos navales.
Duración: 1 año
Modalidad: Presencial 
Dirigida a:
- Oficiales de la Armada Argentina en actividad del Cuerpo Comando, Escalafón Naval orientado en Propulsión, que acrediten título de grado de Licenciados en Recursos Navales para la Defensa.
- Ingeniero Electricista, Naval o Industrial que desarrolle su actividad profesional dentro del ámbito de la Armada Argentina.
- Licenciado en Plantas Propulsoras Marinas, egresados de la Escuela Nacional de Náutica Manuel Belgrano.
- Oficiales de otras Fuerzas Armadas nacionales o extranjeras con jerarquía equivalente a Oficial del Cuerpo de Comando de la Armada Argentina y un nivel de conocimientos adecuados para realizar la tarea.
- Oficiales de Armadas extranjeras que posean título o formación equivalente.

### Carrera: Especialización en Planeamiento y Acción Naval Integrada
Resolución aprobatoria: EN TRAMITE (EX-2017-26534748- APN-DAC#CONEAU)
Dictamen CONEAU: Acta 507 15/07/19
Título que otorga: Especialista en Planeamiento y Acción Naval Integrada (Orientación Naval y Orientación Infantería de Marina)

Objetivo de la carrera: Formar profesionales especializados, altamente competentes en el planeamiento y la conducción táctica de medios, en capacidad de efectuar correctos asesoramientos, a partir de una formación académica actualizada, acorde a la evolución del pensamiento y conocimiento del campo profesional y a los estándares del sistema educativo nacional.
Duración: 1 año
Modalidad: Presencial
Dirigida a:
- Oficiales de la Armada Argentina en actividad, del Cuerpo Comando, Escalafones Naval e Infantería de Marina, que acrediten título de grado de Licenciados en Recursos para la Defensa o equivalentes.
- Oficiales de Armadas extranjeras de cuerpo y escalafones análogos, con título de grado o formación equivalente.